# Shenshayba Bazaar
Shenshayba Bazaar (tiếng Pashtun: سهېنسهایبا بازآر) là một ngôi làng gần thành phố Herat, Afghanistan. Ngôi làng này nổi tiếng được mệnh danh là "làng một quả thận" vì rất nhiều người dân ở đây đã bán một quả thận trên cơ thể mình.

## Xã hội

### Vấn nạn bán thận
Việc mua bán nội tạng người là hành vi bất hợp pháp ở hầu hết các quốc gia trên thế giới. Tuy nhiên tại Afghanistan, việc này không được kiểm soát. Mặc dù không thể biết chính xác có bao nhiêu quả thận đã được bán ở Afghanistan, nhưng có số liệu cho thấy đã có hàng trăm ca phẫu thuật cắt bỏ thận đã được thực hiện chỉ riêng ở tỉnh Herat trong 5 năm qua khi kinh tế xuống dốc. Người hiến tạng xác nhận đồng ý trên giấy tờ và quay video làm bằng chứng cho các bác sĩ. Sau khi nội tạng được mang ra khỏi cơ thể, không một ai biết rõ sau đó nội tạng sẽ như thế nào. Các bác sĩ cũng thừa nhận họ không điều tra những việc này, bởi họ cho rằng "đó không phải là việc của họ". Khi các vấn đề kinh tế của người dân trở nên sa sút hơn, số lượng người bán thận tiếp tục tăng cao.
Hầu hết những người muốn bán thận đều xuất thân từ các gia đình nghèo bị ảnh hưởng bởi cuộc khủng hoảng kinh tế tàn khốc ở Afghanistan.
Việc buôn bán thận đã phát triển ở Afghanistan trong một thời gian. Thông thường, một quả thận ở Afghanistan có thể được bán với giá 4.000 USD. Tuy nhiên, kể từ khi Taliban tiếp quản đất nước này, mức giá đã giảm xuống còn dưới 1.500 USD. Việc buôn bán thận người cũng đã trở thành một tục lệ tại phía Tây thành phố Herat.
Shenshayba Bazaar được mệnh danh là "làng một quả thận" vì rất nhiều người dân ở đây đã bán một quả thận trên cơ thể mình. Tại ngôi làng này, người dân đã bán thận để trả nợ và mua thực phẩm. Cũng tại đây rất đông người dân chấp nhận bán nội tạng của mình trên thị trường chợ đen. Gần như toàn bộ dân số của ngôi làng đang sống chỉ với một quả thận duy nhất hoạt động trên cơ thể. Bác sĩ Ahmad Shekaib thuộc chuyên gia nội khoa đã nói rằng "mặc dù mọi người có thể thu được lợi nhuận kinh tế ngắn hạn từ việc bán nội tạng của mình, nhưng họ đang mạo hiểm mạng sống của mình".

### Các vấn nạn khác
Ngoài việc phải bán thận để trang trải cho cuộc sống, sự đói nghèo trầm trọng đang buộc những người di cư tại đây phải "đưa ra những lựa chọn tuyệt vọng." Tại đây còn tồn tại những vấn nạn như buôn bán phụ nữ và bé gái. Nhiều gia đình hiện nay đang bán con vì họ không đủ điều kiện nuôi nấng. Những bé gái bị bán có thể được phép ở lại với gia đình cho đến khi họ 11 hoặc 12 tuổi. Khi các bé gái đến tuổi này, họ bị ép buộc phải kết hôn với những tay buôn người.

### Phản ứng của chính quyền
Mevlevi Naimullah Hakkani, giám đốc Sở văn hóa và Thông tin của Herat và là người phát ngôn cấp tỉnh của Taliban đã cho biết chính quyền "tuyệt đối cấm việc bán trẻ em và nội tạng." Ông còn nói "mọi người thường đưa ra những tuyên bố như vậy để thu hút viện trợ nhân đạo, đồng thời cho biết thêm rằng họ muốn cải thiện tình hình tài chính của những người này".